# 한류월드
한류월드('한류우드'에서 명칭이 변경됐다.)는 경기도 고양시 일산동구에 있는 문화ㆍ관광 복합단지이다.
2000년 전후로 대한민국의 드라마를 비롯한 다양한 문화가 대한민국 국외에서 인기를 끌게 되면서 생겨난 한류를 기반으로 한류의 세계화와 체계적인 육성을 목적으로 만들어지게 될 복합단지이다.
2020년 완공되는 한류월드의 주요 시설은 테마파크, 호텔, 콘텐츠지원시설, 방송미디어시설(EBS 디지털 통합사옥, 방통위 디지털콘텐츠지원센터), 상업시설, 복합시설 등이다.

## 같이 보기
- 고양관광문화단지